# Antonella Rebuzzi
Antonella Rebuzzi (Alzano Lombardo, 29 luglio 1954 – Alzano Lombardo, 30 giugno 2018) è stata una politica italiana.

## Biografia

### Elezione a senatore
Alle elezioni politiche del 2006 viene eletta senatrice della XV legislatura della Repubblica Italiana nella circoscrizione Estero per Forza Italia.